# Štart (hetilap)
A Štart egy képes hetilapként megjelenő sportújság volt az egykori Csehszlovákiában. A Csehszlovák Sportszövetség Szlovákiai Központi Bizottsága kiadványaként 1956-ban alapították. Első lapszáma 1956. január 6-án jelent meg. A szlovák nyelvű lapot a Šport lapkiadó vállalat jelentette meg. Szerkesztősége Pozsonyban volt. A lap terjedelme kezdetben 16 oldal volt, ezt 1968-ban 32-re bővítették. Példányszáma az 1970-es évek végén 60 000 körül mozgott. A lap 1992-ben szűnt meg.